# Yamba Asha
Yamba Asha es un futbolista Angoleño nacido el 31 de julio de 1976.

## Biografía
Juega de defensa, normalmente de lateral izquierdo. El 8 de octubre de 2005 dio positivo en un control antidopaje realizado en el partido Ruanda 0:1 Angola. Por ello la FIFA lo suspendió durante un mes.

### Selección nacional
Ha sido internacional con la selección de fútbol de Angola en 10 ocasiones.

## Clubes
- Atlético Sport Aviação (Angola)  ? - Actualmente